# Ру Пол
Ру Пол Андре Чарльз (англ. RuPaul Andre Charles) — американский актёр, телеведущий, дрэг-квин и автор-исполнитель. Начиная с 2009 года является продюсером и ведущим шоу «Королевские гонки Ру Пола», за которое выиграл рекордные четыре премии «Эмми».
Ру Пол родился и вырос в Сан-Диего, а позже переехал в Атланту, чтобы начать изучать искусство. Переехав, обосновался в Нью-Йорке, где стал популярной фигурой на сцене ночных клубов. Мировую известность Ру Полу в образе дрэг-квин принёс выпуск сольного дебютного сингла «Supermodel (You Better Work)», вошедшего в дебютный альбом Supermodel of the World (1993). В 1996 году Андре стал лицом косметической марки «MAC Cosmetics», начав сбор денег для «Mac AIDS Fund» и став первой дрэг-квин, запустившей крупную косметическую кампанию.
В отличие от многих дрэг-квин, Ру Пол использует на публике и свой мужской облик.

## Биография
Ру Пол родился в Сан-Диего 17 ноября 1960 года. Когда мальчику было семь, его родители развелись, и мать очень тяжело переживала это событие. Она почти два года не выходила из комнаты, регулярно принимая валиум. Детям пришлось рано повзрослеть и тщательно скрывать происходящее от социальных работников. У Ру было три сестры, так что на тот момент он был единственным мужчиной в доме.
Путь Ру Пола к славе был тернист. Поначалу он жил на улице, играл в клубных коллективах, которые становились достаточно популярными в узком кругу, снимался в любительском кино, принимал наркотики.
В 1992 году вышел сингл Supermodel. Годом позже он спел дуэтом с Элтоном Джоном.
В 1995 году ему предложили стать лицом косметической компании M.A.C., продукцией которой он всегда пользовался. За шесть лет этот контракт принёс ему около 22 млн $.

## Личная жизнь
Ру Пол и его партнёр Жорж Лебар вместе с 1994 года. Они познакомились в ночном клубе «The Limelight» в Нью-Йорке и вступили в брачный союз в январе 2017 года, в годовщину их знакомства. Лебар — художник, а также управляет ранчо в Вайоминге.

## Дискография

#### Студийные альбомы
- 1985 — Sex Freak
- 1986 — RuPaul Is: Starbooty!
- 1993 — Supermodel of the World
- 1996 — Foxy Lady
- 1997 — Ho, Ho, Ho
- 1998 — RuPaul’s Go Go Box Classics
- 2001 — RuPaul's feat Martha Wash ex The Weather Girls It's Raining Men
- 2004 — Red Hot
- 2006 — ReWorked
- 2007 — Starrbooty: Original Motion Picture Soundtrack
- 2009 — Champion
- 2010 — Drag Race
- 2011 — Glamazon
- 2014 — Born Naked
- 2015 — Realness
- 2015 — Slay Belles
- 2016 — Butch Queen
- 2017 — American
- 2018 — Christmas Party
- 2020 — You’re a Winner, Baby

## Фильмография
| Год  |   | Русское название                                | Оригинальное название                            | Роль                     |
| ---- | - | ----------------------------------------------- | ------------------------------------------------ | ------------------------ |
| 1995 | ф | Вонгу Фу, с благодарностью за всё! Джули Ньюмар | To Wong Foo, Thanks for Everything! Julie Newmar | Рэйчел Теншес            |
| 1999 | ф | Неисправимые                                    | But I`m a Cheerleader                            | Майк                     |
| 2007 | ф | —                                               | Starrbooty                                       | Старбути / Капкейк       |
| 2016 | ф | Ураган Бьянка                                   | Hurricane Bianca                                 | Ру Буря, репортёр погоды |
| 2020 | с | ЭйДжей и Королева                               | AJ and the Queen                                 | Руби Рэд                 |